# دوغلاس موراي (كاتب)
دوغلاس كير موراي (بالإنجليزية: Douglas Kear Murray)‏ هو كاتب وصحفي بريطاني، ولد في 16 يوليو 1979 في هامرسميث في المملكة المتحدة.
وقد وُصف موراي على أنه محافظ، ومحافظ جديد وناقد للإسلام. تم وصف آراء موراي وأيديولوجيته على أنها قريبة من اليمين المتطرف من قبل عدد من المصادر الأكاديمية والصحفية وقد تعرض لانتقادات بسبب الترويج لنظريات المؤامرة اليمينية المتطرفة ولكونه معادي للمسلمين.

## حياته
ولد موراي ونشأ في هامرسميث في لندن امه إنجليزية وهي موظفة حكومية ووالده إسكتلندي متحدث بالغيلية وهو مدرس في مدرسة وعنده شقيق واحد. كان يذهب إلى إسكتلندا، وجزيرة لويس، كل صيف عندما كان صبيا، حيث كان يتمتع بالصيد.

## الآراء
يعتبر موراي من منتقدي الإسلام بشكل متكرر، حيث يرى أن هناك «عقيدة الفاشية الإسلامية - الأصولية الخبيثة، التي استيقظت من العصور المظلمة لتهاجمنا هنا والآن».
في عام 2008، سرد موراي قضايا 27 كاتبًا وناشطًا وسياسيًا وفنانًا - بما في ذلك سلمان رشدي ومريم نمازي وأنور شيخ، وجميعهم تلقوا تهديدات بالقتل بسبب انتقادهم للإسلام. وقال موراي إنه «ما لم يُسمح للمسلمين بمناقشة دينهم دون خوف من التعرض للهجوم، فلن تكون هناك فرصة للإصلاح أو حرية حقيقية للضمير داخل الإسلام».
في كتابه «الموت الغريب لأوروبا» ، قال موراي إن أوروبا «تنتحر» بالسماح للهجرة غير الأوروبية وفقدان «إيمانها بمعتقداتها». في الكتاب، موراي يدافع عن القومية الألمانية ومعاداة الإسلام واليمين المتطرف ومجموعة بيغيدا. كما كتب موراي أن رابطة الدفاع الإنجليزية المناهضة للإسلام واليمينية «كانت على حق». وصف الكتاب فيكتور أوربان، رئيس وزراء المجر، بأنه أفضل حارس «للقيم الأوروبية» من جورج سوروس. وأشادت جولييت صموئيل من صحيفة التلغراف بالكتاب: «من الصعب دحض أطروحته العامة القائلة بأن أوروبا المنهكة والتي تشعر بالذنب تتلاعب بسرعة وبقيمها الحديثة الثمينة باحتضانها للهجرة بهذا الحجم». ووصف رود ليدل من صحيفة التايمز الكتاب بأنه «كتاب لامع ومهم ومحزن للغاية.» وصفت مراجعة بانكاج ميشرا في صحيفة نيويورك تايمز الكتاب بأنه «ملخص سهل لأفكار اليمين المتطرف».
يُعرف موراي بارتباطه برئيس الوزراء المجري فيكتور أوربان. وصفت صحيفة الغارديان موراي بأنه المؤلف المفضل لدى أوربان. وفي مارس 2018، نشر أوربان صورة على حسابه الرسمي على الفيس بوك وهو يقرأ النسخة الهنغارية من كتاب الموت الغريب لأوروبا. عارض موراي الادعاء القائل بأن المجر تشهد تراجعًا ديمقراطيًا كبيرًا في ظل حكم أوربان، ووصف مقارنات دار الحرية بين حكومة أوربان والديكتاتورية بأنها «غير مستقرة بشكل متزايد». في مايو 2018، استقبل أوربان شخصيًا موراي في بودابست كجزء من مؤتمر «مستقبل أوروبا» جنبًا إلى جنب مع شخصيات محافظة أخرى مثل ستيف بانون، ووفقًا لوسائل الإعلام الحكومية المجرية، فقد أجرى نقاشًا فرديًا وصورة فوتوغرافية مع أوربان.
في عام 2009، مُنع موراي من إدارة مناظرة في كلية لندن للاقتصاد بين آلان سكيد وحمزة تزورتزيس، حيث أشارت الجامعة إلى مخاوف أمنية بعد احتجاج طلابي دام أسبوعًا ضد هجمات إسرائيل على غزة. وانتقدت الصحافة المحافظة مثل الديلي تلغراف وذا سبيكتاتور هذه الخطوة.
أعرب موراي عن دعمه القوي لإسرائيل خلال الصراع بين إسرائيل وغزة عام 2014. خلال زيارة لإسرائيل في عام 2019، أشاد موراي بالمجتمع الإسرائيلي، قائلاً إن إسرائيل «لديها موقف أكثر صحة تجاه القومية من أوروبا» وأشاد بنهج إسرائيل التقييدي تجاه الهجرة.
موراي من مؤيدي خروج بريطانيا من الاتحاد الأوروبي.
تلقى موراي تهديدات متكررة بالقتل نتيجة لآرائه. بعد إطلاق النار على تشارلي إبدو في يناير 2015، نصحته الشرطة بعدم الظهور في الأماكن العامة.
في عام 2020، خلال وباء COVID-19، خرج موراي ضد الإغلاق الوطني الثاني في المملكة المتحدة، مدعيا أنه كان «جنونًا مطلقًا» و «ببساطة غير مستدام».

### العلاقات مع اليمين المتطرف
ربط عدد من المصادر الأكاديمية والصحفية أيديولوجية موراي ووجهات نظره السياسية باليمين المتطرف (بما في ذلك نظرية مؤامرة أورابيا)، واليمين البديل، اليمين القومي الأبيض، حق معاداة الإسلام. لاحظ العديد من المعلقين هذه الموضوعات في كتاب موراي " الموت الغريب لأوروبا"، حيث قال المراجع نافيز أحمد في ميدل إيست آي إن موراي عبر عن شكل من أشكال "دخول اليمين المتطرف" في الكتاب. وعلى نفس المنوال، وصفت مراجعة لكتاب " الموت الغريب لأوروبا" في صحيفة "الجارديان " كتاب موراي بأنه مرتبط بـ "رهاب الأجانب".
غالبًا ما يُنظر إلى موراي على أنه يضع وجهًا مقبولًا اجتماعيًا لما يمكن اعتباره إيديولوجيات هامشية. قال آرون كوندناني، الذي كتب عن التطرف، في مقال له بمجلة «الأمن وحقوق الإنسان» إن الأيديولوجية «المضادة للجهاد» التي يجسدها موراي ومثقفون محافظون آخرون هي «من خلال إعادة صياغة أيديولوجية اليمين المتطرف وتخصيص الخطاب الرسمي... للتهرب من التصنيف كمصدر لعنف اليمين المتطرف». وبالمثل، وُصفت آراء موراي بأنها نوع من الإيديولوجية «السائدة» التي تتحدى التصنيف السهل على أنها متطرفة بينما تظل «متشابكة مع اليمين المتطرف».
تم اتهام موراي بالترويج للعديد من نظريات المؤامرة اليمينية المتطرفة. في الدراسات الإثنية والعرقية، جادل إد بيرتوي بأن عمل موراي هو "ارتجال للموضوع الأساسي" لنظرية مؤامرة أورابيا كما طورها بات يور في كتاب " أورابيا: المحور العربي الأوروبي" في عام 2005. لاحظ إيلجين يوروك أوغلو من جامعة مدينة نيويورك أنه من خلال الترويج لنظرية أورابيا بينما كان المؤلف الأكثر مبيعًا، قدم موراي "الطاقة العاطفية" لنظرية المؤامرة. كما اتُهم موراي بالترويج لمؤامرة الاستبدال الغظيم اليمينية المتطرفة ذات الصلة، والتي تدعي أن العالم المتقدم يُغمر عمدًا بهجرة غير البيض كجزء من مؤامرة النخبة. كما أثار كتاب موراي "جنون الحشود" التدقيق في "إعادة صياغة" نظرية المؤامرة الماركسية الثقافية اليمينية المتطرفة، الرغم من أن موراي أشار إلى أنه يكره شخصيًا مصطلح "الماركسية الثقافية".

## حياته الشخصية
موراي ملحد، بعد أن كان إنجليكاني حتى العشرينات من عمره، ولكن هو يعتبر نفسه مسيحي تقافيا وملحد مسيحي، ويعتقد أن المسيحية هي تأثير هام على الثقافة البريطانية والثقافة الأوروبية. موراي شخص مثلي.

## أعماله
• الموت الغريب لأوروبا
 • المحافظة الجديدة: لماذا نحتاجها
 • جنون الحشود: الجنس والعرق والهوية

## وصلات خارجية
- الموقع الرسمي
- دوغلاس موري على موقع IMDb (الإنجليزية)
- دوغلاس موري على موقع ميوزك برينز (الإنجليزية)
- دوغلاس موري على موقع قاعدة بيانات الفيلم (الإنجليزية)